# Петар Драпшин
Петар Драпшин (Турија, 15. новембар 1914 — Београд, 2. новембар 1945) био је учесник Шпанског грађанског рата и Народноослободилачке борбе, генерал-лајтнант ЈА и народни херој Југославије.

## Биографија
Рођен је 15. новембра 1914. у Турији, у близини Србобрана. Потицао је из сиромашне земљорадничке породице, а његови родитељи отац Илија и мајка Сока имали су још двојицу синова — Светозара и Милоша. Основну школу завршио је у Турији, а нижу гимназију у Србобрану. После гимназије, отишао је на занат у Београд.
Након изучавања заната, уписао је Средњотехничку школу, коју је завршио 1935. године. За време школовања, дошао је у додир са радничким покретом и укључио се у његов рад. Литерарна дружина Средњотехничке школе коју је похађао у Београду била је платформа за окупљање револуционарне омладине, а Драпшин је био један од њених најактивнијих чланова. Учествовање у акцијама које је организовао тада илегални Савез комунистичке омладине Југославије (СКОЈ), па је временом постао његов члан. Касније је обављао дужност секретара организације СКОЈ у Средњотехничкој школи.
Године 1937. отишао је у Праг на студије, на тамошњем Техничком универзитету. Привучен ослободилачком борбом шпанског народа против генерала Франциска Франка, после краћег времена одлази да се бори на пољима Андалузије. Као одличан и храбар борац Шпанске републиканске армије, истакао се у борбама код Алмансе и на Мадридском фронту. После Франковог тријумфа, Драпшин са осталим борцима Интернационалних бригада одлази у Француску, одакле је интерниран у логор. Бекство које је организовала Комунистичка партија Југославије (КПЈ) преко својих канала, Драпшин је искористио да би побегао у Загреб. Одатле је прешао у Херцеговину и већ у првим данима рата постао један од организатора устанка.
Петар Драпшин је имао чин капетана Шпанске републиканске армије, слично као и Пеко Дапчевић, Коста Нађ, Иван Гошњак, Франц Розман Стане и многи други. У Херцеговини је постао заменик команданта оперативне зоне. Истакавши се на тој дужности добрим руковођењем, постављен је за команданта. У Херцеговини се налазио под илегалним именом Петар Илић Шпанац. У Херцеговини је због грешака био партијски кажњен, што га је тешко погодило. Партија му даје нови задатак за искупљење. Петар Драпшин је послат у Славонију, где обавља дужност команданта Дванаесте славонске дивизије, од јануара 1943. године.
У лето 1944. године, постао је заменик команданта Главног штаба НОВ и ПО Хрватске. Крајем 1944. послат је у Далмацију за команданта Осмог далматинског корпуса НОВЈ.
Први официрски чин — чин пуковника, добио је 1. маја 1943. године. У чин генерал-мајора унапређен је 1. новембра 1943, а у чин генерал-лајтнанта 3. јануара 1945. године.
Када је у фебруару 1945. формирана Четврта југословенска армија, генерал-лајтнант Петар Драпшин је постављен за њеног команданта. У Армији се на месту начелника Штаба налазио генерал-лајтнант Павле Јакшић, а на месту политичког комесара Армије пуковник Бошко Шиљеговић. Читав Штаб Четврте армије је имао задатак да борбе пренесе према словеначко-италијанској граници, да се ослободи Хрватско приморје, Истра и Трст. Генерал Драпшин је био чувен по томе што су његови тенкови загазили Трстом. Ту је био заробљен и уништен велики број непријатељских снага. Борби за Трст су претходиле успешно руковођене операције: десант на Истру, ослобођење Тржича и Горице. Драпшинова армија је такође имала задатак да затвори италијанску границу и уништи остатке Српског добровољачког корпуса који се повлачио према Италији.
На првим изборима за Уставотворну скупштину ДФ Југославије, новембра 1945, кандидован је за народног посланика, али је његову војну славу прекинуо несрећни случај при ком је погинуо 2. новембра 1945. године у Београду. Сахрањен је у Алеји народних хероја на Новом гробљу у Београду.
Носилац је Партизанске споменице 1941. Одликован је са два Ордена партизанске звезде првог реда, а 24. јула 1953. године, Указом председника Федеративне Народне Републике Југославије Јосипа Броза Тита, постхумно је проглашен за народног хероја Југославије. Још за живота, 5. септембра 1944. године, од стране Президијума Врховног совјета СССР одликован је Орденом Кутузова другог степена.

## Галерија
- Петар Драпшин (чучи у средини) са руководством Шестог славонског корпуса, 1943. године
- Генерал-мајор Петар Драпшин 1944. године
- Петар Драпшин (скроз десно) у Мостару, 1945. године
- Петар Драпшин (скроз лево) и Иван Гошњак (скроз десно) код Бихаћа, 1945. године
- Споменик Петру Драпшину у Бањој Луци
- Орден народног хероја